# 99 (singel)
„99” – singel hiszpańskiej wokalistki Ruth Lorenzo z albumu Planeta Azul, napisany przez nią samą. Utwór został wydany 28 sierpnia 2015 w Hiszpanii w dystrybucji cyfrowej.

## Notowania na listach przebojów
| Kraj      | Lista (2015)   | Najwyższa pozycja |
| --------- | -------------- | ----------------- |
| Hiszpania | Top 50 Singles | 9                 |

## Wydanie
| Państwo   | Data             | Format              |
| --------- | ---------------- | ------------------- |
| Hiszpania | 28 sierpnia 2015 | dystrybucja cyfrowa |